# Sindromul hemolitic-uremic
Sindromul hemolitic-uremic sau sindromul hemolitic și uremic (abreviat SHU) este un sindrom rar, de etiologie incertă, cu o frecvență maximă în primul an de viață, caracterizat prin triada clinică: 1. trombocitopenie de consum, 2. anemie hemolitică microangiopatică (mecanică), prin liza hematiilor în rețeaua fibrino-plachetară, cu formarea de schizocite, și 3. leziuni viscerale ischemice (predominant renale care duc la insuficiență renală prin necroză corticală). Este una din cele mai frecvente cauze de insuficiență renală acută la copii.

## Clasificare
Se deosebesc 2 forme ale acestui sindrom 
1. sindromul hemolitic-uremic tipic (90-95% din cazuri), numit și sindrom hemolitic-uremic post-diareic sau epidemic, care este declanșat agenți infecțioși precum enterobacteriile patogene Escherichia coli (în special, serotipul O157:H7, dar și de alte serotipuri ca O111:H8, O103:H2, O123, O26, O145 și O104:H4), Shigella dysenteriae (serotipul 1) sau Salmonella typhi, care secretă toxine capabile să lezeze endoteliul vascular. Sindromul hemolitic-uremic tipic se întâlnește de regulă la sugar și la copilul mare, dar se poate întâlni și la adulți . Debutul bolii este precedat cu câteva zile de o diaree sangvinolentă, de obicei afebrilă. Evoluția sa este de obicei favorabilă, după eradicarea infecției cauzale.
2. sindromul hemolitic-uremic atipic (5-10%) care poate fi genetic sau dobândit și poate debuta la orice vârstă.

- Sindromul hemolitic-uremic atipic genetic este asociat cu anomalii genetice ale sistemului complement (deficit al factorului H, factorului I sau al proteinei cofactor membranare - MCP care duc la o hiperactivare a căii alterne a complementului) sau cu anomalii genetice ale hemostazei (deficitul proteazei ADAMTS13 care clivează factorul von Willebrand) cu transmitere autosomal recesivă (debutul bolii este de obicei în copilărie) sau autosomal dominantă (cu debut la vârsta adultă).
- Sindromul hemolitic-uremic atipic dobândit poate fi declanșat de o infecția cu Streptococcus pneumoniae,  medicamente (citostatice, imunosupresoare, antiagregante plachetare, contraceptive orale, AINS), carcinoame metastatice, în special cancerul gastric, sarcină complicată cu o preeclampsie, diverse boli autoimune sistemice (sclerodermie, LES, sindrom antifosfolipidic).

## Cazurile de sindrom hemolitic-uremic din România în 2016
Începând cu  31 ianuarie 2016 mai mulți copii mici (cu vârste cuprinse intre 7 luni si 1,5 ani) cu sindrom hemolitic-uremic și sindrom diareic sever cu deshidratare au fost transferați din județul Argeș și alte localități la Spitalul Marie Curie din București,  3  au decedat. Specialiștii Centrului European de Boli Transmisibile împreună cu cei români, au identificat cauzele îmbolnăvirilor multiple cu sindrom hemolitic uremic, fiind vorba de tulpina de Escherichia coli enterohemoragică O26. Ancheta epidemiologică este în curs de desfășurare și urmărește două ipoteze privind cauzele îmbolnăvirilor: sursa de infecție de origine alimentară sau o posibilă transmitere interumană.  Într-o informare de presă a ANSVSA (Autoritatea Națională Sanitară Veterinară și pentru Siguranța Alimentelor) de pe 29 februarie 2016 s-a comunicat că a fost găsită bacteria Escherichia coli, serogrupul O 26 în probele de brânză și pui prelevate din Argeș și Bacău, de acolo de unde provin mai mulți copii diagnosticați cu sindrom hemolitic-uremic.